# پاورمیل
پاور میل یکی از قدرتمندترین و برجسته‌ترین نرم‌افزارهای سری CAM می‌باشد که جهت تهیهٔ مسیر حرکت ابزار در دستگاه‌های CNC کاربرد دارد. در این زمینه نرم‌افزارهای دیگری نیز وجود دارند که برجسته‌ترین آنان نرم‌افزار PowerMill محصول شرکت Delcam می‌باشد . این نرم افزار به‌علت توانمندی‌های بی‌نظیر و سادگی کار با آن و ارائهٔ نتایج بی‌نقص در صنایع صنعتی مختلفی مثل قطعه‌سازی، قالب‌سازی، خودروسازی و هوافضا در سطح دنیا مورد استفاده قرار می‌گیرد.

لوگو شرکت Delcam

این نرم‌افزار با دربرداشتن استراتژی‌های مختلف ماشین‌کاری مانند خشن‌کاری، پرداخت‌کاری معمولی یا سرعت بالا (High Speed Machinig) و تکنیک‌ها و ابزارهای تعریف شده فوق‌العاده و پوشش‌دهی گسترهٔ عظیمی از دستگاه‌های CNC معمولی و پیشرفته (تا پنج محورِ کاری) می‌تواند بهترین مسیر را جهت حرکت ابزار روی قطعهٔ کار تعیین نماید. 
در حال حاضر اين نرم افزار توسط گروه های کم گروپ  پشتيباني مي گردد.